# しづくに濁る
しづくに濁る（しづくににごる）は、鎌倉時代に成立した擬古物語。作者不詳。 『しづくに濁る物語』とも。
題名は「むすぶ手のしづくににごる山の井のあかでも人に別れぬるかな」（紀貫之・古今和歌集404）より、「あかぬ別れ」（名残惜しい別れ）を主題とした物語の内容による。
成立年代は不詳だが、『風葉和歌集』に作中歌が収録されていることから文永8年（1271年）以前に成立したものと考えられる。冒頭部をはじめ散逸部分が多く、詳しい内容は完全には判明していない。
写本は1963年に山岸徳平によって紹介され、後に実践女子大学に所蔵された孤本が知られるのみであった。この写本は、南北朝時代～室町時代初期に書写されたものと考えられる。本文の後半部分を残し、誤脱や錯簡を含む残欠本である。1994年に聖護院所蔵の伝冷泉為相筆本の道晃親王臨写本が日下幸男によって紹介された。内容的には実践女子大学所蔵本と違いのないものであった。 

## 粗筋
内侍督は帝の寵愛をもっぱらにして妊娠するが、中宮はじめ他の后妃たちの妬みを買う。内侍督に恋する中納言（中宮の兄弟）は、中宮と共謀して内侍督を誘拐する。内侍督は中納言のもとで若宮を出産するが、帝と中納言の板挟みに苦しみ死ぬ。内侍督を失った帝は退位して出家し、法華経法師品を読みながら即身成仏する。中納言は帝の怒りを恐れ、出仕しないで隠棲する。新しい帝には内侍督の産んだ若宮が立ち、内侍督の兄が関白となって一門は栄えた。